# کیسی دپایوا
کیسی دپایوا (انگلیسی: Kassie DePaiva؛ زادهٔ ۲۱ مارس ۱۹۶۱) هنرپیشه و خواننده اهل ایالات متحده آمریکا است. وی از سال ۱۹۸۶ میلادی تاکنون مشغول فعالیت بوده‌است.
از فیلم‌ها یا برنامه‌های تلویزیونی که وی در آن نقش داشته‌است می‌توان به مرده شریر ۲ اشاره کرد.